# Zuidhorn vasútállomás
Zuidhorn vasútállomás vasútállomás Hollandiában, Zuidhorn községben, Zuidhorn településen.

## Vasútvonalak
Az állomást az alábbi vasútvonalak érintik:
- Harlingen–NieuweSchans-vasútvonal

## Kapcsolódó állomások
A vasútállomáshoz az alábbi állomások vannak a legközelebb:
- Grijpskerk vasútállomás
- Groningen vasútállomás